# Zehava Gal-On
Zehava Gal-On (en hebreo: זהבה גלאון‎; Vilna, Lituania, 4 de enero de 1956) es una política israelí. Es miembro de la Knéset por el Meretz, siendo electa en 1999, 2003, 2006 y 2011. 
Gal-On ofreció su tercer lugar en la lista de Meretz para las elecciones de 2009 como gesto de respeto a Nitzan Horowitz, pero perdió el asiento cuando la representación de su partido se redujo a tres escaños. 
Ella atribuyó el fracaso del partido a su respuesta incierta a la Operación Plomo Fundido de Israel, y dijo: " Mi opinión era diferente a la de la mayoría de los miembros del partido, porque Meretz es un partido ideológico, y debe tener una declaración clara, incluso en una situación así". 
En marzo de 2011 volvió a la Knésset después de que Haim Oron se retirase.
El 7 de febrero de 2012 fue elegida presidenta de su partido.
Inmigró a Israel en 1960 y reside en Petaj Tikva. Estudió filología y educación especial en la Universidad Hebrea de Jerusalén. Domina el ruso, el hebreo y el inglés. Es miembro activo de varias organizaciones de derechos humanos y es directora del Centro Internacional para la Paz en Medio Oriente. Pertenece a la organización pro-derechos humanos B'Tselem.